# Sofina
La Sofina, acrònim de Société Financière de Transports et d'Entreprises Industrielles, va ser una societat fundada a Brussel·les l'any 1898 a instància de l'empresari alemany Emil Rathenau. Creada per finançar els equipaments elèctrics dels fabricants d'equipament elèctric més importants del moment (primer la UEG, després l'AEG), a partir de 1905 ràpidament va convertir-se en un inversor internacional de primer ordre en el sector del transport urbà i la producció d'energia elèctrica. Els inversors van crear una altra societat per succeir-la, la Trufina, i canviant-li el nom per poder recuperar l'antic Société Financière de Transports et d'Entreprises Industrielles. A data d'avui (juliol de 2020) la Sofina continua operativa.

## Constitució
El 21 de febrer de 1898 es va constituir a Brussel·les la societat amb un capital social de 10 milions de francs belgues, dividits en 20.000 accions de 500 francs. Els bancs alemanys Diskonto-Gesellschaft i Dresdner Bank van subscriure 6.200 títols cadascun, i la resta fou assumit per banc belga Credit Liegeoise.
El 17 de desembre del mateix any el capital de Sofina fou incrementat de 10 a 15 milions de francs belgues. L'ampliació fou assumida en quatre cinquenes parts per la Gesfürel, acrònim de Gesellschaft für Elektrische Unternehmungen (filial de la Union Elektrizitäts-Gesellschaft (UEG), que era la filial alemanya del fabricant nord-americà de material elèctric Thomson-Houston Electric Company). La Banque Liegeoise subscriví la cinquena part restant.
La nacionalitat dels membres del consell d'administració no era representativa de la composició dels accionistes. Dels dotze membres, sis eren belgues i quatre alemanys. El president del consell era el senador belga Victor Fris de Malines, que també ho era de la societat que tenia la concessió dels tramvies de Nàpols, la Tramways Provinceaux de Naples. Altres membres del consell eren els germans Leon i Jacques Cassel, Josse Allard, Charles del Marmol i l'enginyer Constantin de Butlet. En el cantó alemany figurava Isidore Loewe, cap de l'UEG, Samuel Kocherthaler, director de la seva filial financera, la Gesfürel, i dos banquers de Berlin representant el Dresdner Bank i el Diskonto Gesellschaft. Addicionalment havia un conseller anglès i un de francès. Inicialment la societat estava dirigida per Max Kamp.
El motiu de la localització a Bèlgica eren els avantatges fiscals i comercials que proporcionava la legislació belga, comparables només amb els de Suïssa. El fet que l'empresa estigués domiciliada a Bèlgica li permetia invertir en empreses franceses de forma més fàcil que si es volgués fer des d'Alemanya directament.

## Creixement i expansió
Des de la seva fundació fins al 1905 l'activitat de la Sofina fou discreta. Les seves inversions se centraven en participacions minoritàries en una vintena de companyies del sector tramviari, tant belgues com estrangeres. La plantilla de la societat es componia d'un director, un comptable i un xicot dels encàrrecs. Però una cadena de canvis transformaren profundament l'empresa, dirigint-la cap a societats de producció d'electricitat.
El 1904 l'empresa alemanya de fabricació de material elèctric UEG fou absorbida per la també alemanya AEG, i amb ella la seva filial financera Gesfürel, i de retruc Sofina, van passar també sota el control de l'AEG i de la seva subsidiària financera, l'Elektrobank. El consell d'administració va decidir canviar els objectius de la societat, passant de purament administrar una cartera d'inversions a fer estudis de viabilitat i implementació de forma activa projectes industrials en empreses seleccionades del sector elèctric i crear-ne de noves.
El consell d'administració contractà Dannie Heineman com a conseller delegat, decisió aprovada pel consell el 27 d'abril de 1905. A partir d'aquest moment l'empresa va començar a vendre la major part de les seves participacions minoritàries i concentrar-se en empreses en les quals Sofina podia millorar la gestió. S'adquiriren empreses de tramvies i de subministrament elèctric a Àustria Hongria, Bèlgica, Dinamarca, França, Itàlia, Portugal, Rússia, Espanya, Turquia i alguns països de llatinoamèrica així com de l'Extrem Orient.
El 1913 tenia interessos en quaranta quatre empreses en tretze països.

## La Primera Guerra Mundial
Bèlgica fou invadida l'agost de 1914,i estaria ocupada pels alemanys fins 1918. El final de la guerra AEG reculà de les seves inversions fora d'Alemanya, i a la Sofina capitals procedents de Bèlgica (amb la incorporació del Banc de Brussel·les), Estats Units (General Electric), França (Thomson-Houston) i el Regne Unit (Metropolitan Vickers) ocuparen el seu lloc.

## Propietària de la Chade
L'any 1900, AEG, aleshores accionista de referència de Sofina, li traspassà les accions que tenia de la principal empresa tramviària i de producció d'electricitat de l'Argentina, la Companyia Alemanya Transatlàntica d'Electricitat (per acrònim, CATE, i Deustch Überseeische Elektrizitäts Geellschaft (DUEG) en alemany). L'empresa també tenia altres accionistes alemanys. Un cop finalitzada la Primera Guerra Mundial, els propietaris alemanys temien que les seves accions fossin requisades pels vencedors per pagar les reparacions de guerra. Els inversors independents deixaren en fidúcia les seves accions a la banca Crédit Suisse, el qual figurava com a titular de les accions en representació dels propietaris reals, a canvi d'una comissió pels serveis donats, o bé les hi vengueren.
El 7 de juny del 1920 la Junta d'Accionistes de la DUEG acordà per unanimitat la venda dels actius a un grup espanyol. El 22 de juny es constituí amb un capital de 20 milions de pessetes la Companyia Hispano Americana d'Electricitat (CHADE) a Madrid. Hi havia cinc bancs fundadors, i l'empresa era liderada per Francesc Cambó i Batlle. Sembla que es produí una posterior ampliació de capital de 100 milions de pessetes, subscrit per Sofina i el Crédit Suisse. Sofina seria qui controlaria de forma veritable la nova companyia.

## Control de Sidro
El 1924 Sofina tenia el 4,6 per cent de les accions ordinàries i preferents de Sidro, així com el 19,9 per cent de les parts del fundador. La participació augmentà primer el 1927 (comprant les accions d'Alfred Loewenstein) i després el 1929 (mitjançant una ampliació de capital de Sidro), assolint el control efectiu de la companyia.
Els valor dels actius de Sofina i de Sidro es mostra en la següent taula:
| Companyia | Valor actius 1929 | Valor actius 1937 |
| --------- | ----------------- | ----------------- |
| Sofina    | 419,9             | 398,6             |
| Sidro     | 43,8              | 91,4              |

En el 1929-1930 Sofina ja era una de les principals societats holding europees en l'àmbit de la producció d'electricitat. Posseïa directament la CHADE (Companyia Hispanoamericana d'Electricitat) i la Sidro, a través de la qual controlava la Barcelona Traction i la Mexican Light and Power, i interessos a Europa central, França i Bèlgica.

## Inversions a Catalunya

### Les Tramways de Barcelone
El 1905 Sofina comprà els drets de la concessió de la societat Barcelona Tramway Company als seus socis majoritaris anglesos, i constituí Les Tramways de Barcelone per explotar-los. Aquesta societat fou la degana de les subsidiàries estrangeres del grup. La incorporació de Dannie Heineman com a conseller delegat de la Sofina el 1905 produí un canvi important, unificant en sis anys els tramvies de Barcelona, arribant a tenir una xarxa de 103 quilòmetres. Aquest monopoli donava avantatges, ja que el traçat de les línies es va racionalitzar, augmentant la rendibilitat, i el 1912 i 1913 es va repartir 11% de dividend. El 1913 Sofina vengué la seva participació a Barcelona Traction, Light and Power. Concretament la vengué a la filial Spanish Securities, empresa del grup de la Barcelona Traction.

### Barcelona Traction
A partir del control de la Sidro assolit el 1929, Sofina tingué un paper determinant en la Barcelona Traction. A partir de 1929 Dannie Heineman i Henri Speciael, com a màxims directius de Sofina, van entrar a formar part del consell d'administració de l'empresa i Sofina va començar a prestar serveis tècnics a la Barcelona Traction.

#### Litigi Internacional
El 12 de febrer de 1948 tres accionistes van presentar davant dels Jutjats de Reus una demanda del fallida de la Barcelona Traction, la qual va prosperar i el 1952 els béns de l'empresa van ser subhastats i adquirits per l'empresa Fuerzas Electricas de Catalunya (FECSA). El govern belga va denunciar l'estat espanyol al Tribunal Internacional de Justícia amb seu a La Haia adduint que no s'havien respectat els drets dels accionistes belgues de la societat. El 5 de febrer de 1970 el tribunal resolgué en contra dels interessos belgues.

## Dissolució
El 1928 la societat es dissolgué de forma anticipada i es va fusionar amb una nova societat, el Trust Financier de Transports et d'Entreprises Industrielles (coneguda com a Trufina), la qual s'autoliquidà tot seguit per a que la societat pogués recuperar el seu antic nom de Sofina. La nova Sofina mantingué les propietats de l'antiga i continuà desenvolupant la mateixa activitat.